# Brunico
Brunico (en allemand Bruneck) est une ville italienne située dans la province autonome de Bolzano, dans la région du Trentin-Haut-Adige. C'est le centre historique, culturel, économique et administratif du val Pusteria.

## Répartition des langues
Selon le recensement de 2011, la plupart des habitants (82,5 %) parlent l'allemand comme langue maternelle, 15,2 % parlent l'italien nativement et 2,3 % le ladin.

## Géographie

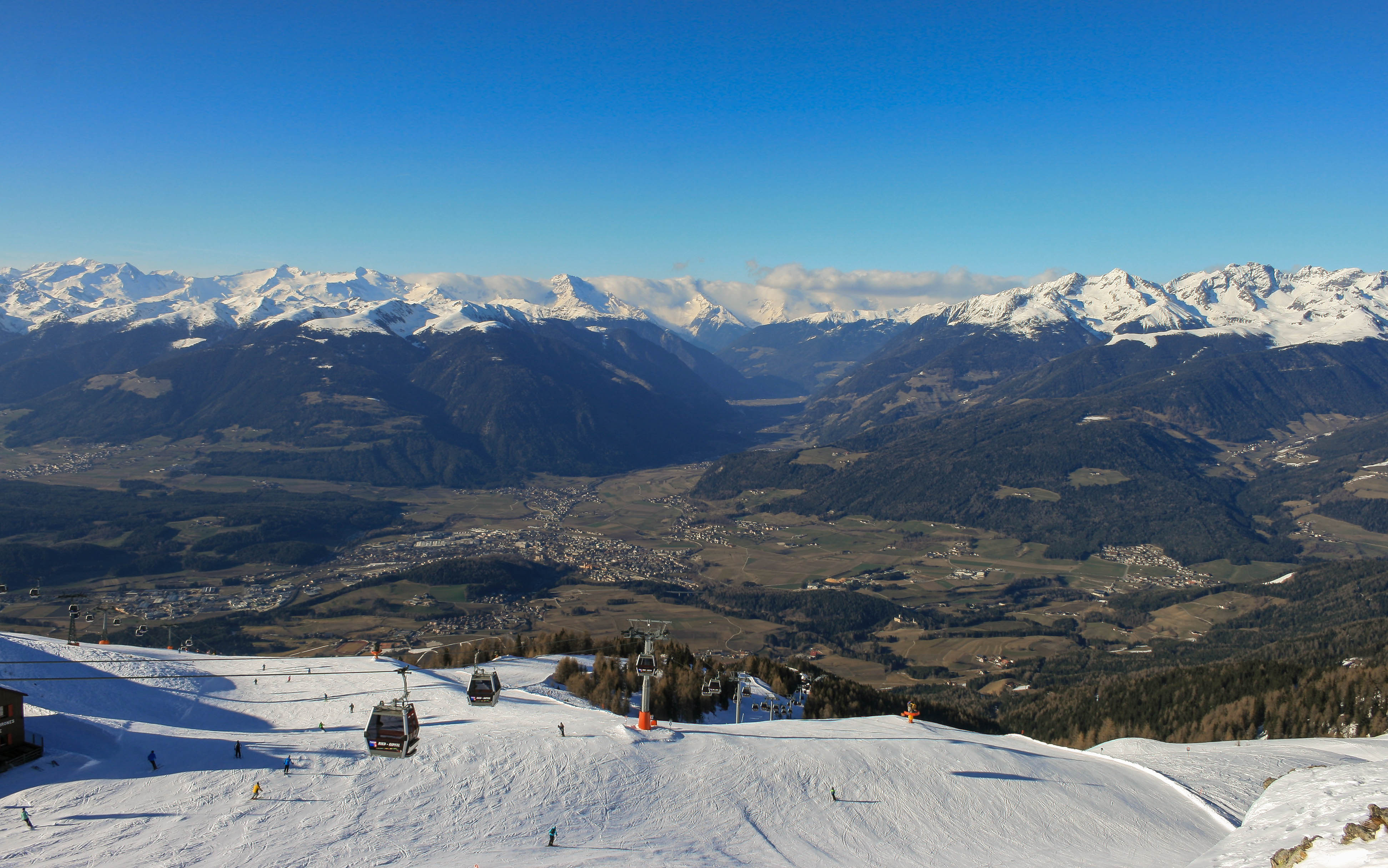
Vue du val Pusteria depuis le sommet du Plan de Corones.

La ville se trouve dans la région montagneuse du Tyrol s'étendant du nord-est de l'Italie à l'Autriche et correspondant à l'Eurorégion Tyrol-Haut-Adige-Trentin. Le val Pusteria s'élargit ici pour former une grande pleine, avec au nord les Alpes de Zillertal et les Hohe Tauern (le chaînon de Rieserferner), et au sud les Dolomites de Braies. Brunico est située au pied du Plan de Corones (Kronplatz), un sommet des Dolomites qui culmine à 2 275 mètres d'altitude.
La ville compte environ 16 500 habitants. Plus de 80 % de la population est germanophone.

### Voies d'eau
Le centre historique de Brunico est traversé par la Rienza qui naît aux Tre Cime di Lavaredo et se jette dans l'Isarco près de Bressanone.

### Communications
La route nationale 49 (SS 49) et la ligne ferroviaire de Fortezza à San Candido passent par le val Pusteria. La ville se trouve à 35 km à l'est de Bressanone et à 70 km au nord-est de Bolzane, au sud-est du col du Brenner. Vers l'est, la ville est à 30 km  de Prato alla Drava et la frontière avec le Tyrol oriental en Autriche.

### Le val Pusteria
Vallées adjacentes : Val di Tures ou Valle Aurina, Val Badia, Val d'Anterselva.
| Terroir   | Val Pusteria                                   |
| --------- | ---------------------------------------------- |
| habitants | 81 % germanophones 16 % italophones 2 % ladins |

## Histoire
Le territoire du val Pusteria est peuplé depuis l'âge du bronze. Les Celtes (culture de Fritzens-Sanzeno) s'y étaient installés ; au VIIe siècle des colons bavarois sont arrivés.

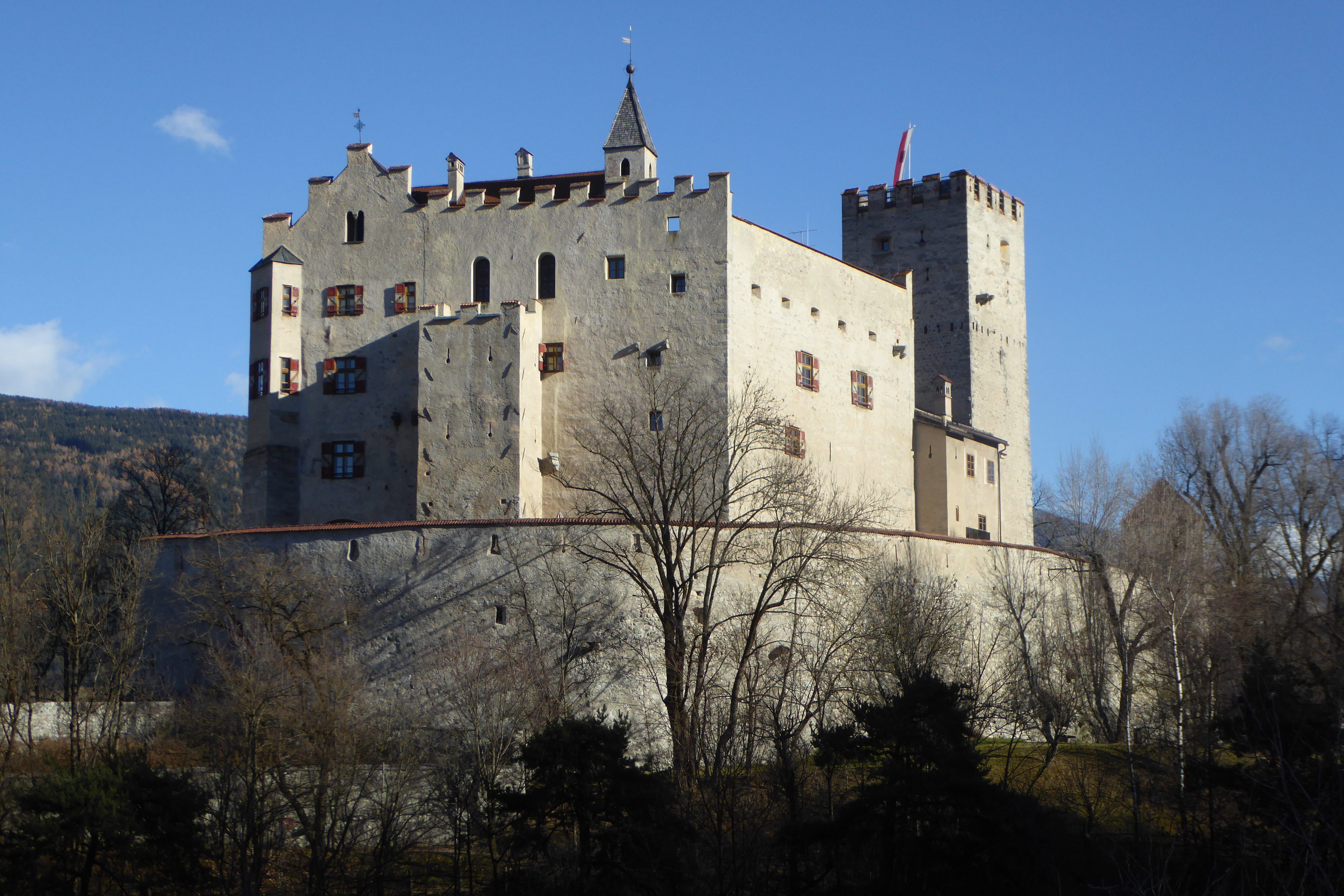
Le château de Bruneck.

Au Moyen Âge central, la vallée appartenait initialement au duché de Bavière. En 1027, l'empereur Conrad II le Salique céda les domaines aux princes-évêques de Brixen. Le castrum Bruneke est mentionné pour la première fois dans un acte du 23 février 1256 ; il remonte probablement à l'évêque Bruno de Kirchberg († 1288), le fondateur de la ville. Ce château a été construit dans la période troublée après la mort de l'empereur Frédéric II en 1250. À cette époque, les princes-évêques ont dû se défendre contre les attaques des princes séculiers, notamment des comtes de Tyrol. Aupied du château se développa la ville de Bruneck. La fortification fut agrandie au XIVe et au XVe siècle ; plus tard, elle est devenue une résidence épiscopale.
En 1370, Bruneck obtint le droit de tenir marché ; l'économie locale profitera du commerce sur la route d'Augsbourg à Venise. À partir des années 1460, le peintre et sculpteur Michael Pacher y dirige un atelier de retables qui devient rapidement un des ateliers les plus productifs de son époque.
Tandis que le val Pusteria échoit à la maison de Habsbourg à la suite de l'extinction de la lignée des comtes de Goritz en 1500, la ville resta la propriété des princes-évêques de Brixen. Ce n'est que lorsque la sécularisation par le Recès d'Empire en 1803 que Bruneck passa à la monarchie de Habsbourg. Incorporée dans le comté de Tyrol jusqu'en 1918, la ville de Bruneck fait partie de la monarchie autrichienne (empire d'Autriche), puis Autriche-Hongrie (Cisleithanie après le compromis de 1867), chef-lieu du district de même nom, l'un des 21 Bezirkshauptmannschaften dans la province du Tyrol.

## Culture
Aujourd'hui, le château de Bruneck accueille un site des Messner Mountain Museums (MMM Ripa).
Le réalisateur italien Nanni Moretti y est né en 1953.
L'acteur français Pierre Brasseur y est décédé en 1972.

## Fêtes, foires
En août 2015, la ville accueille la 38e édition de la convention européenne de jonglerie.

## Administration
| Période                                  | Période  | Identité                     | Étiquette | Qualité |
| ---------------------------------------- | -------- | ---------------------------- | --------- | ------- |
| 1952                                     | 1969     | Hans Ghedina                 | SVP       |         |
| 1969                                     | 1974     | Adolf Unterpertinger         | SVP       |         |
| 1974                                     | 1974     | Josef Gasteiger              | SVP       |         |
| 1974                                     | 1990     | Haymo von Grebmer            | SVP       |         |
| 1990                                     | 2000     | Günther Adang                | SVP       |         |
| 2000                                     | 2013     | Christian Tschurtschenthaler | SVP       |         |
| 2014                                     | En cours | Roland Griessmair            | SVP       |         |
| Les données manquantes sont à compléter. |          |                              |           |         |

### Hameaux
Villa Santa Caterina (Aufhofen), Teodone (Dietenheim), Riscone (Reischach), Stegona (Stegen), Lunes (Luns), San Giorgio (St. Georgen)

### Communes limitrophes

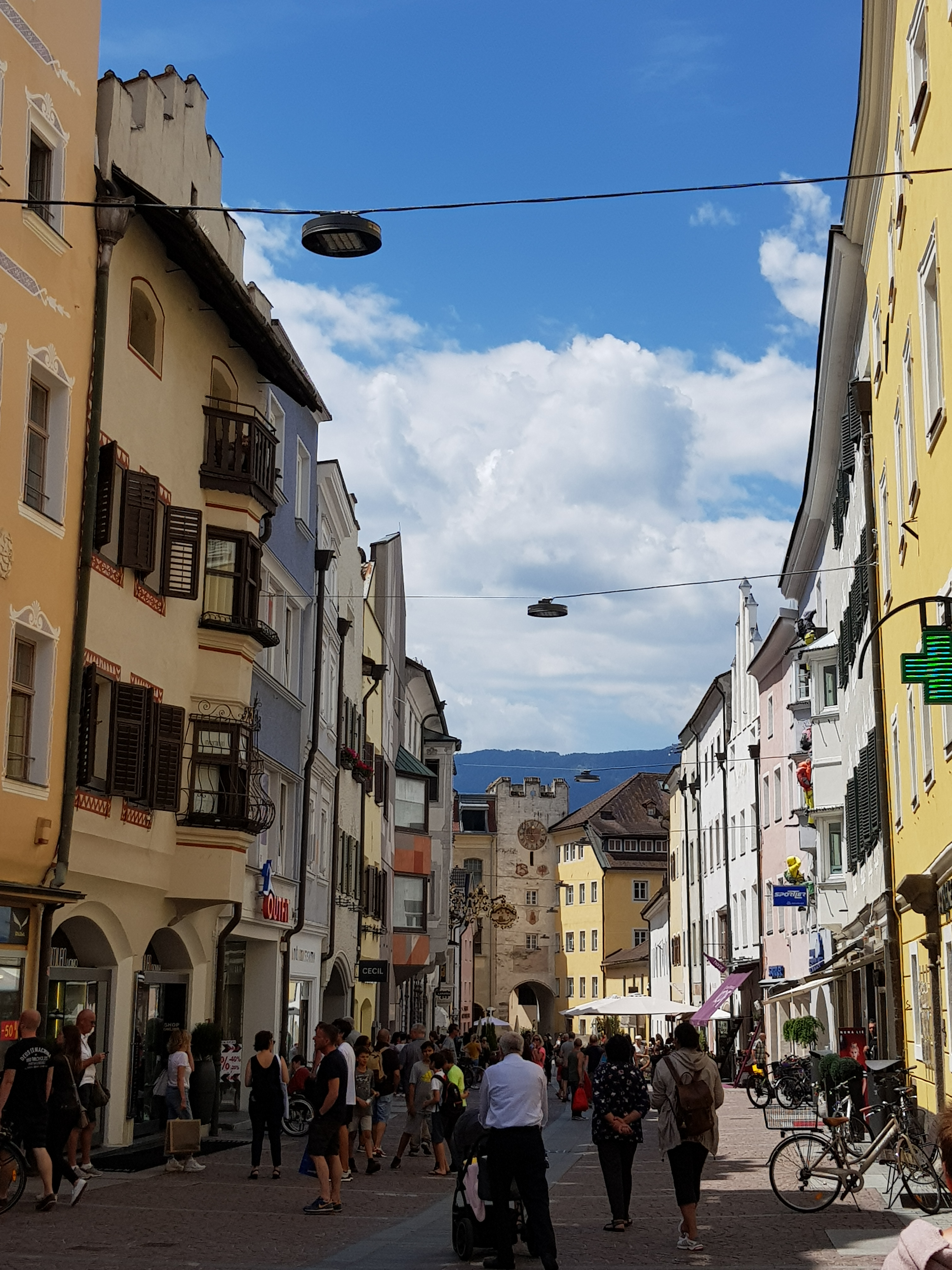
Au centre-ville (Stadtgasse).

Les communes limitrophes sont Falzes, Gais, Marebbe, Perca, Rasun-Anterselva, San Lorenzo di Sebato et Valdaora.

## Jumelages
- Brignoles (France) depuis 1959
- Groß-Gerau (Allemagne) depuis 1959
- Tielt (Belgique) depuis 1959
- Szamotuły (Pologne) depuis 1997

## Personnalités liées à la commune

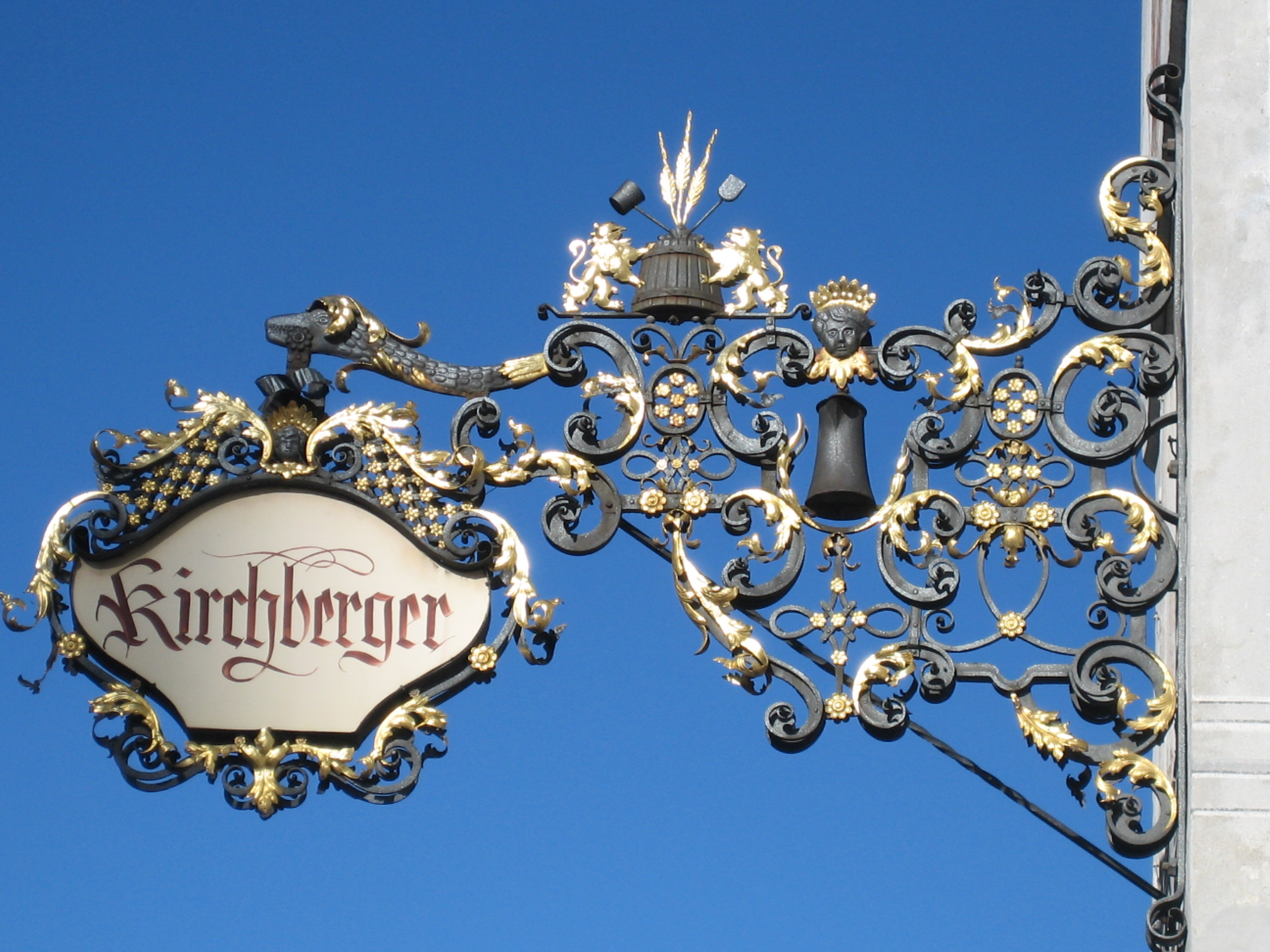
La Maison Kirchberger à Brunico

- La Maison Kirchberger à BrunicoAlfred Amonn, économiste, est né à Brunico en 1883.
- Nanni Moretti, cinéaste, né à Brunico en 1953.
- Dorothea Wierer, biathlète italienne née en 1990
- Karin Knapp, joueuse de tennis professionnelle née en 1987
- Lukas Hofer, biathlète italien né en 1989
- Dominik Windisch, biathlète italien né en 1989
- l'acteur français Pierre Brasseur y meurt le 14 août 1972.